# Història del Sudan
La història del Sudan recull tots els esdeveniments ocorreguts al Sudan des dels primers pobladors, malgrat que la regió no s'anomenava així en altres èpoques.

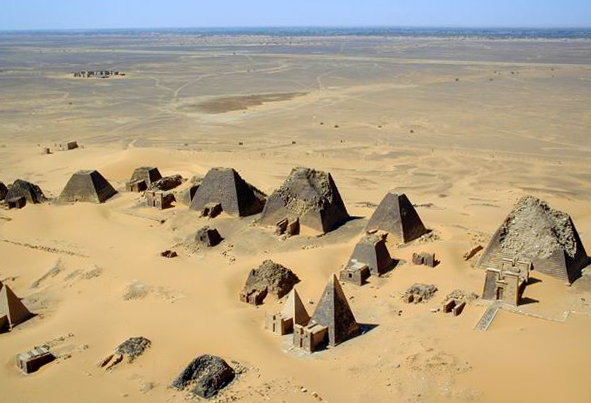
Piràmides nubianes del nord del Sudan

Conegut a l'antiguitat com a Núbia, el Sudan va ser incorporat progressivament al món àrab durant l'expansió islàmica del segle vii. El sud es va escapar del control musulmà i va patir les incursions dels caçadors d'esclaus.
Entre el 1820 i 1822, el Sudan va ser conquerit i unificat per Egipte, i va entrar, posteriorment, en l'esfera d'influència britànica. El Regne Unit li va concedir la total independència el 1956. Des d'aleshores, és l'estat més extens d'Àfrica i ha patit una guerra civil durant els últims 46 anys, motivada en gran part pels conflictes entre el govern musulmà i les faccions cristianes i animistes que s'oposen a la xaria, o llei musulmana.
En l'edat antiga, van instal·lar-s'hi diversos regnes, que formaven part de Núbia. La vida d'aquestes civilitzacions girava a l'entorn del Nil i dels hafirs, i tenia molta relació amb els faraons d'Egipte.
El cristianisme hi va arribar al segle iii, però va ser substituït per l'islam des del 640, amb una influència creixent. El sud del país va romandre cristià, però aquesta religió es barrejà amb l'animisme.
Egipte va envair el país el 1820. Seixanta anys després, el Mahdi, autoproclamat messies, va encapçalar la revolta per a la independència, aconseguida el 1956 després de lluitar amb egipcis i britànics. La inestabilitat política hi ha dominat des de llavors, amb contínues guerres civils (Primera i Segona Guerra Civil sudanesa). Es volia instaurar una teocràcia islàmica, cosa que va atreure l'atenció d'Osama bin Laden, que hi va invertir grans sumes per tractar de modernitzar el país. El govern actual es pot qualificar d'inexistent.

## Prehistòria
Cap al vuitè mil·lenni aC, els pobles de cultura neolítica s'havien assentat en llogarets fortificats de tova, en l'actual territori del Sudan, els quals complementaven la caça i la pesca al Nil amb la recol·lecció de cereals i la ramaderia. Algunes investigacions antropològiques i arqueològiques indiquen que, durant el període predinàstic Naqada, les poblacions de Núbia i l'Alt Egipte eren, ètnicament i cultural, gairebé idèntiques, així com els sistemes d'evolució de la reialesa faraònica cap al 3300 aC.

## Cultures antigues i clàssiques

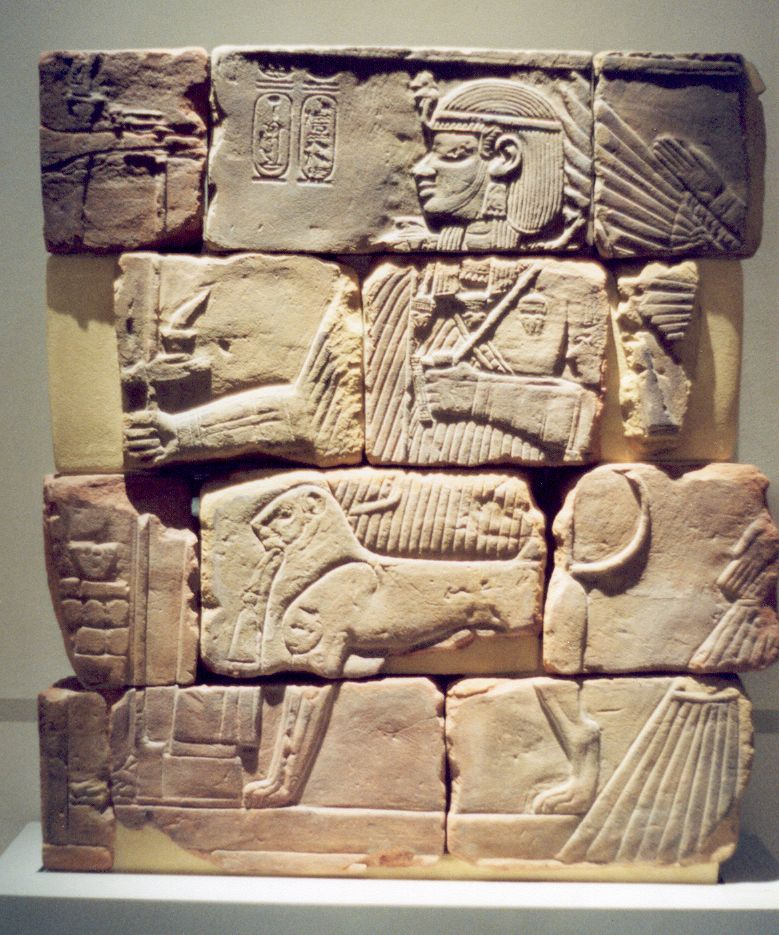
Baix relleu d'una de les piràmides de Mèroe

El primer registre històric del nord del Sudan prové de fonts egípcies, que descriuen la terra aigües amunt de la primera cascada del Nil, anomenada Cuix, com una zona "miserable", i daten del tercer mil·lenni aC. Al llarg dels segles, es va desenvolupar el comerç a les actuals terres del Sudan. Les caravanes provinents d'Egipte portaven gra a Kus i tornaven riu avall, a Aswan, amb ivori, encens, cuirs i cornalina (una pedra utilitzada tant en joieria com en puntes de fletxa). Els governadors d'Egipte, en particular, valoraven Núbia per l'or i els soldats, que ampliaven les files de l'exèrcit del faraó. Periòdicament, durant l'Imperi Antic, les expedicions militars egípcies penetraven a Kus.
Tres regnes cuixites i meroítics, incloent-hi el de Napata i la cultura de Ballana, es van establir al nord i al centre del territori, on avui dia és el Sudan. Des de temps antics, la regió fou anomenada també Regne de Núbia i aquestes civilitzacions van florir, principalment, sobre el riu Nil des de la primera fins a la sisena cascada. Aquests regnes van ser influenciats per l'antic Egipte i, després, ells foren qui influenciaren l'antic Egipte. De fet, les fronteres de l'antic Egipte i els regnes sudanesos fluctuaven bastant i el que és ara el terç superior del nord del Sudan fou, durant temps antics, indistingible de l'Alt Egipte.
Durant l'Imperi Romà, la frontera sud d'Egipte va patir diverses incursions de guerrers nubians. Intentant pacificar la zona, l'emperador Dioclecià va reconèixer els meroítics com a federats (foederati) de l'imperi. En tot el període, hi va haver un important vincle comercial entre ambdós, i es van arribar a formar unitats militars romanes amb mercenaris nubians. En aquell període, es dugué a terme l'expedició d'un general romà des d'Egipte fins a Khartum. Cap a l'any 298, els romans van abandonar la zona fronterera amb Núbia.

## Cristianisme a Núbia
L'any 350, el Regne meroític va ser envaït i desfet pel Regne etíop d'Axum. Des d'aleshores, Núbia donà pas a tres nous regnes: Nobatia, Makuria i Aloa, que van esdevenir hereus polítics i culturals del Regne meroític, en els quals el cristianisme era la religió oficial. Nobatia, al nord, tenia la capital a Faras, on avui és Egipte; Makuria tenia la capital a Dunqulah, l'antiga ciutat a la vora del Nil, a uns 150 quilòmetres al sud de la moderna Dongola, i Aloa, al cor de la vella Mèroe, al sud, tenia la capital a Sawba. En els tres regnes, les aristocràcies guerreres governaven les poblacions meroítiques de les corts reials, on els funcionaris portaven títols grecs emulant la cort romana d'Orient.

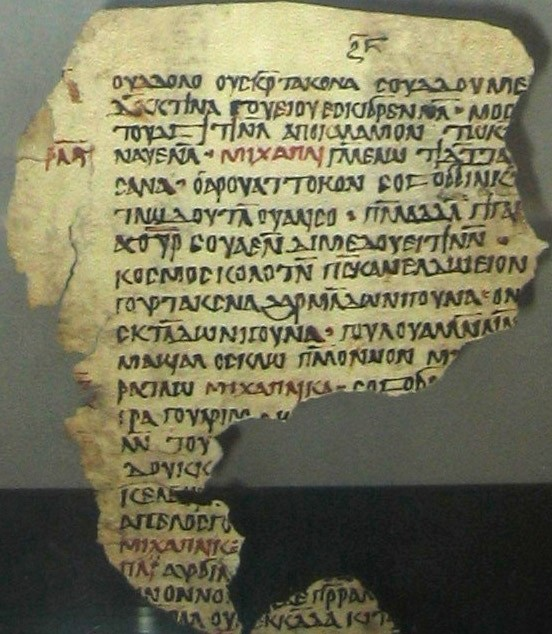
Fragment d'un antic manuscrit nubià

Les primeres referències dels regnes successors de Núbia figuren en les narracions dels autors grecs i coptes sobre la conversió dels reis de Núbia al cristianisme al segle vi. Segons la tradició, un missioner enviat per l'emperadriu romana d'Orient Teodora (muller de Justinià I) arribà a Nobatia i va començar a predicar l'evangeli al voltant del 540. És possible que el procés de conversió hagués començat abans, però sota l'ègida dels missioners coptes d'Egipte. Els reis de Núbia van acceptar el cristianisme monofisista que es practicava a Egipte, i van reconèixer l'autoritat espiritual del patriarca copte d'Alexandria sobre l'Església de Núbia.
Una jerarquia dels bisbes nomenats pel patriarca copte i consagrada a Egipte va dirigir les activitats de l'Església i exercí un poder secular considerable. L'Església determinà una monarquia sacerdotal, fet que confirma la legitimitat de la seva línia reial. Alhora, el monarca protegia els interessos de l'Església.
L'aparició del cristianisme a Núbia va reobrir els canals cap a les civilitzacions de la Mediterrània, i es van renovar els llaços culturals de Núbia amb Egipte. L'Església hi va promoure l'alfabetització, mitjançant el clergat egipci entrenat, amb escoles monàstiques i catedralícies. L'ús del grec en la litúrgia, amb el temps, donà pas a la llengua nubiana, que s'escrivia amb un alfabet local, que combinava elements d'escrits coptes i meroítics antics. La llengua copta, de fet, començà a aparèixer col·loquialment en cercles eclesiàstics i seculars. A més, algunes antigues inscripcions indiquen l'existència d'un ampli coneixement de grec col·loquial, que va continuar a Núbia en dates tan tardanes com el segle xii. A partir del segle vii, però, l'àrab va guanyar importància en els regnes de Núbia, especialment com un mitjà per al comerç.
Els regnes cristians de Núbia, que sobrevisqueren durant molts segles, van aconseguir-ne el punt més alt de prosperitat i poder militar als segles IX i X. No obstant això, els invasors musulmans àrabs, que el 640 havien conquerit Egipte, plantejaren una seriosa amenaça per als regnes cristians de Núbia, ja que el país es va trobar separat de la cristiandat europea i asiàtica.

## Islamització de Núbia
L'islam començà a fer-se present al voltant del 640 dC, arran de la invasió musulmana d'Egipte, que va començar a pressionar cap al sud. Cap a l'any 651, el governador musulmà d'Egipte llança una campanya cap al sud que va arribar fins a la ciutat de Dongola. Els exèrcits àrabs i musulmans es van trobar amb una forta resistència i amb poca riquesa. Se signà un tractat de pau entre els àrabs i el Regne de Makuria, que va ser vigent gairebé set segles.
Una classe de mercaders àrabs s'establí i va dominar l'economia del Sudan feudal. Regnes importants en aquests 1.200 anys incloïen els ja esmentats de Nobàtia, Makuria i Alodia. Quan acabà l'edat mitjana, aquests regnes ja havien estat suplantats per l'islàmic Soldanat de Sennar.

## Seglexix

### Sudan turc (1821-1885)
El 1820, el Sudan va caure sota el domini egipci quan Mehmet Alí, virrei otomà d'Egipte, envià exèrcits sota el seu fill Ismail Pasha i Mahommed Bey a conquerir l'est del Sudan, a la recerca d'or i esclaus. Els successors del virrei van controlar la totalitat del territori sudanès i van instaurar una burocràcia centralitzada a la ciutat de Khartum. Així mateix, van implementar un sistema impositiu que constituïa la virtual confiscació de l'or i de la producció agrícola, alhora que hi van establir rutes comercials. Aviat, el Sudan va caure, com Egipte, en l'esfera d'influència del Regne Unit.
El nomenament, el 1877, del general britànic Charles Gordon com a governador del Sudan per part del virrei d'Egipte respongué tant a compromisos financers d'aquest últim amb Anglaterra com a la corrupció dels jerarques egipcis ocupants.
Per tal d'implantar una economia capitalista al Sudan, Gordon s'abocà a garantir el compliment d'una Convenció de 1877 per posar fi al lucratiu comerç d'esclaus.
La pèrdua d'aquesta font d'ingressos, la repressió arbitrària per part de les tropes angleses i el descontentament general dels sudanesos enfront dels impostos i les imposicions de pràctiques religioses alienes (l'islamisme ortodox egipci i el cristianisme a la manera britànica) van propiciar l'emergència del líder espiritual sufí Muhàmmad Àhmad, que es va proclamar mahdi (salvador) del seu poble, el 1881.

### Estatmahdista(1885 - 1899)
El 1881, el líder religiós Muhàmmad ibn Abdalla, autoproclamat mahdi (messies), intentà unificar les tribus de l'oest i centre del país. Va iniciar una revolta nacionalista contra el domini egipci, que culminà amb la caiguda de Khartum el 1885, en la qual el general britànic Charles George Gordon fou assassinat i s'hi va implantar una teocràcia nacionalista.
L'estat mahdista va sobreviure fins a ser derrotat el 1898 per una força angloegípcia, sota el comandament de lord Horatio Kitchener, en la batalla d'Omdurman. El Regne Unit va enviar les seves forces armades al Sudan, amb la intenció d'anticipar-se als intents de França, Bèlgica i Itàlia d'establir la seva influència sobre diferents sectors del territori sudanès. D'altra banda, Egipte volia mantenir la seva influència a la zona, a causa de l'important accés que té el Sudan a l'aigua del riu Nil, fonamental per a sostenir l'activitat agrícola de la regió.

### Sudan angloegipci (1899-1955)
Després de l'enfrontament armat, es fundà -el 1899- una nova administració política al territori, en la qual -formalment- el Regne Unit va acceptar la demanda egípcia sobre el Sudan, i va declarar-lo un protectorat angloegipci, encara que les majors atribucions van quedar en mans britàniques, ja que els britànics tenien l'última paraula i tots els governadors en general durant el transcurs del condomini eren britànics.
Els britànics van dividir el Sudan en dues colònies separades, el nord i el sud, fins al 1956, mitjançant un règim de closed districts (districtes tancats), en què les tropes egípcies i britàniques impedien tot contacte entre ambdues regions.
En els primers anys d'aquesta ocupació, els britànics van introduir el cultiu extensiu de cotó (principal producció del Sudan fins a l'actualitat), van expandir-ne les comunicacions, alhora que van atorgar llibertat de culte per tal d'eliminar la religió com a font de disturbis. Així mateix, van obrir escoles primàries i tècniques i, el 1902, van inaugurar el Gordon Memorial College, on una elit començà a adquirir educació curricular britànica. Molts en van ser designats per a llocs clau i pertanyien al Congrés General de Graduats, entitat que evolucionà fins a esdevenir una organització política.
L'any 1936, el Regne Unit va exigir al Regne d'Egipte la signatura d'un acord per prohibir l'entrada al Sudan de militars egipcis, que el 1924 havien encapçalat un aixecament en unió amb nacionalistes compatriotes i tribus sudaneses. A diferència dels caps tribals locals, el Congrés General de Graduats del Gordon Memorial College va pretendre participar en aquestes converses.
Com que no va ser reconegut pels britànics, el Congrés es va dividir en dos grups: un de moderat i procliu al Regne Unit, que en tingué la majoria, i un altre de radical, liderat per Ismail al-Azhari, que es va bolcar cap a Egipte.
Cap al 1943, Azhari i els seus seguidors van obtenir la majoria al Congrés i van conformar el primer partit polític sudanès, Ashiqa (Germans-Partit Nacional Unionista-PNU), a partir de 1951. Poc després, els moderats es van organitzar en el partit Ummah (Nació), liderat per Arman al-Mahdi, el fill pòstum del mahdi desplaçat pels anglesos el 1898.
El 1951, hostil a la possible incorporació de representants de la regió cristiana i animista del sud al Congrés, Egipte derogà el tractat de condomini angloegipci i es proclamà sobirà absolut del territori del Sudan. No obstant això, el 1953, el Caire va haver d'acordar amb el Regne Unit l'autogovern del Sudan.

## Independència
El febrer del 1953, Egipte i el Regne Unit van signar un acord amb vista als futurs autogovern i autodeterminació del Sudan. El període de transició cap a la independència començà amb la inauguració del primer parlament, el 1954. Amb el consentiment dels governs britànic i egipci, el Sudan va aconseguir la independència l'1 de gener de 1956, data en la qual es dotà d'una constitució provisional. Els Estats Units va ser un dels primers estats a reconèixer la independència del nou estat. No obstant això, el govern àrab de Khartum no complí les promeses fetes als habitants del sud de crear un sistema federal, fet que provocà una rebel·lió d'oficials del sud. Aquest fet ocasionà una guerra civil que va finalitzar l'any 1972. En el període inicial de la contesa, van ser massacrats centenars de buròcrates, professors i altres funcionaris del nord que treballaven al sud de l'estat.
El Partit Nacional Unionista, sota la direcció del primer ministre, Ismail al-Azhari, dominava el primer gabinet sudanès, que va ser, aviat, reemplaçat per una coalició de forces polítiques conservadores. El 17 de novembre del 1958, després d'una època de dificultats econòmiques i de rivalitats entre partits que van provocar la paràlisi de l'administració pública, el mariscal Ibrahim Abbud va dur a terme un cop d'estat incruent que va acabar amb el règim parlamentari.
El mariscal Abbud no complí la promesa de tornar el govern del Sudan als civils, de manera que es van produir una sèrie de motins i vagues a finals d'octubre de 1964, que van portar al derrocament del règim militar. Després d'un breu període de govern provisional, en les eleccions d'abril de 1965, accedí al poder el Front Nacional Unit, àmplia coalició que incloïa el Partit Unionista, l'Umma, sindicats, representants del sud i, fins i tot, comunistes. El primer ministre va ser Muhàmmad Àhmad Manjub. Tanmateix, les dissensions internes en el si de la coalició, en la qual van ser postergats els comunistes (el Partit Comunista sudanès fou dissolt el 1965) i els representants del sud, van fer que -entre 1966 i 1969- s'hi succeïssin una sèrie de governs inestables que van fracassar en l'intent de dotar el país d'una constitució i de resoldre les dissidències internes; i el 25 de maig de 1969 es va produir un nou cop militar.

## Govern de Numeiry
Les pretensions d'un Sudan unificat s'enfronten al nord àrab i musulmà, amb un sud on coexisteixen el cristianisme i l'animisme. Des d'un any abans de la independència, el 1955, els sudanesos del sud es van embarcar en la Primera Guerra Civil sudanesa.
El líder colpista, el general Yaffar al-Numeiry, es va convertir en primer ministre. El nou règim va abolir el parlament i va prohibir tots els partits polítics. Les disputes entre les faccions marxistes i no marxistes dins del govern militar van portar, el juliol de 1971, a un alçament militar de caràcter esquerrà, dirigit pel Partit Comunista del Sudan. Numeiry fou destituït, però tres dies després, amb el suport de Líbia i Egipte i dels elements anticomunistes del seu govern, va aconseguir recuperar-ne el poder i va exercir una violenta repressió dels comunistes.
El febrer de 1972, el govern de Numeiry va aconseguir signar un acord, a Addis Abeba, que posava fi a la rebel·lió del sud. La guerra civil, que durava des del 1955, es va interrompre durant deu anys. Numeiry procurà millorar les seves relacions amb les potències occidentals, i molt especialment amb els Estats Units, amb qui va restablir relacions diplomàtiques el juliol de 1972.

## Segona Guerra Civil, independència del sud i conflicte amb el Txad
Es volia instaurar una teocràcia islàmica, cosa que va atreure l'atenció d'Ossama bin Laden, que va invertir grans sumes per tractar de modernitzar el país. El 1983 van esclatar motins contra la imposició de la xara (llei islàmica) per part del govern de Khartum, i s'inicià la Segona Guerra Civil sudanesa. Aquest llarg conflicte entre el govern musulmà i els guerrillers cristians i animistes del sud reflecteix les realitats culturals oposades de la nació. La guerra, juntament amb llargs períodes de sequera, ha deixat un milió i mig de morts. La introducció de la xara provocà la fugida de més de 350.000 sudanesos cap a estats veïns. L'Acord de Pau Complet és un conjunt d'acords culminats el 9 de gener de 2005, que foren signats entre el Moviment d'Alliberament del Poble Sudanès (SPLM) i el govern del Sudan (GOS). L'acord posava final a la Segona Guerra Civil sudanesa, i se suposava que havia de permetre desenvolupar un govern democràtic i compartir els ingressos del petroli. Establia també que en un termini de sis anys el Sudan del Sud podria fer un referèndum sobre la seva possible independència, celebrat el 2011, el qual finalitzà amb un 98,83% de suport a la independència i, en conseqüència, el país es va independitzar el 9 de juliol del 2011, sis anys després de l'acord de pau.
El 2005, va rebre la declaració de guerra del seu veí, el Txad, que també es trobava en guerra civil, fins que el 2010 s'hi va signar la pau.